# Università michoacana di San Nicolás de Hidalgo
L'Università michoacana di San Nicolás de Hidalgo (in spagnolo Universidad Michoacana de San Nicolás de Hidalgo) è un'università pubblica statale messicana, con sede nella città messicana di Morelia, nello stato di Michoacán. 
Fu fondata come Colegio de San Nicolás nel 1540 da parte del primo vescovo del Michoacán, Vasco de Quiroga, e quindi è una delle prime delle Americhe. È l'università più importante e prestigiosa dello stato del Michoacán, e una delle più importanti della regione centro-occidentale del Messico. 

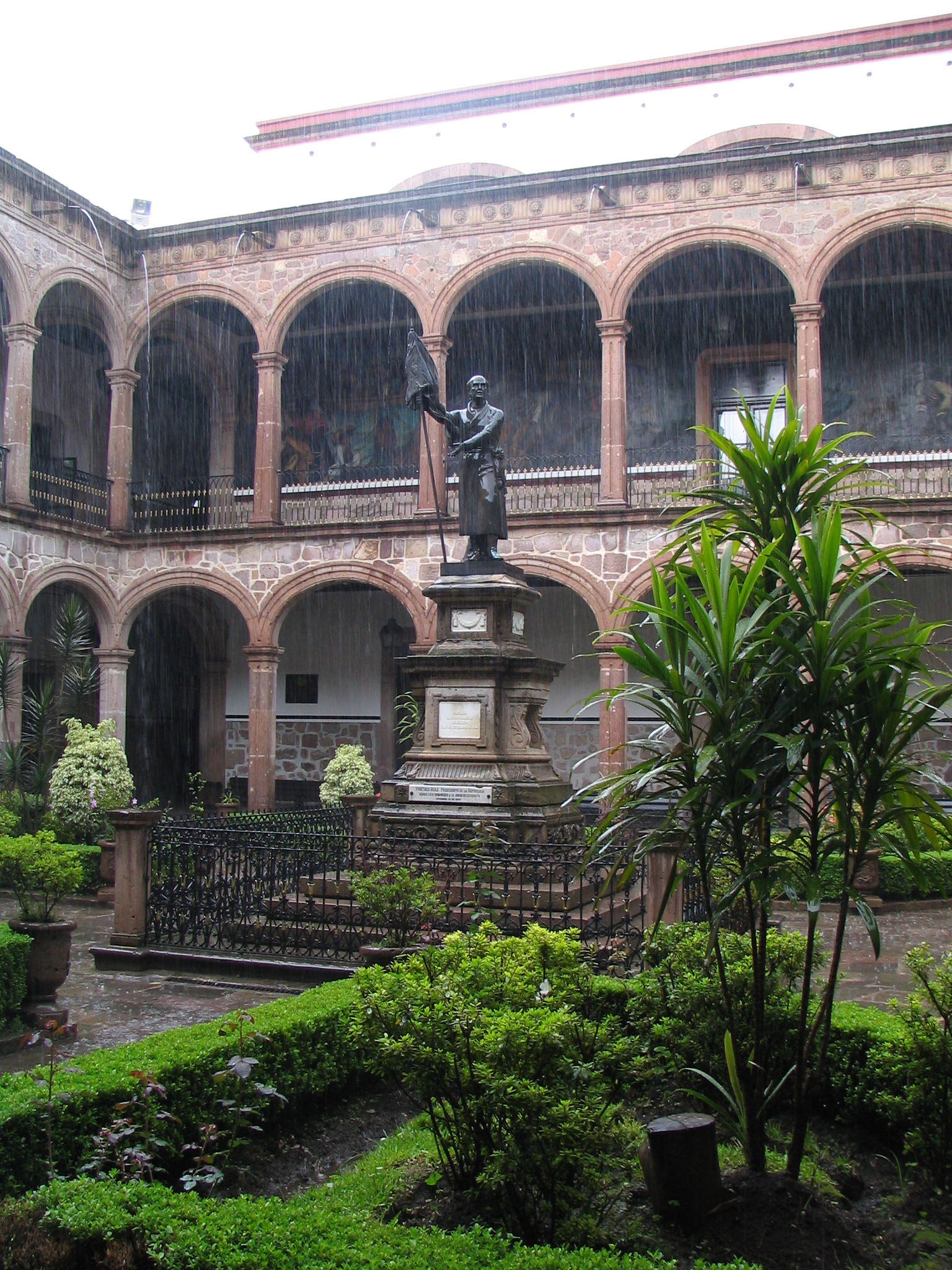
Collegio di San Nicolas

Nel 1917 prende il nome odierno, diventando a tutti gli effetti università, fondata nell'alma mater del originale Colegio de San Nicolás. Conta con diverse Facoltà, tra cui le più importanti: Ingegneria Civile, Ingegneria Elettrica, Ingegneria Chimica, Ingegneria Meccanica, Ragioneria, Medicina, Veterinaria, Farmacologia, Biologia, Economia, Filosofia, Lettere, Psicologia, Storia, Belle Arti; operano diversi istituti di ricerca tra cui l'Istituto di Ricerche Storiche, l'Istituto di Ricerche Metallurgiche, l'Istituto di Ricerche Chimico-biologiche, l'Istituto di ricerche economiche imprenditoriali e l'Istituto di Ricerche Filosofiche.
Sono immatricolati più di 50000 studenti che provengono principalmente dallo stato del Michoacan, ma anche da diversi stati del Messico centrale e del Sud. 

## Rettori
- Silvia Figueroa Zamudio (2007-2011)
- Salvador Jara Guerrero (2011-2015)
- Medardo Serna González (2015-2019)
- Raúl Cárdenas Navarro (2019-         )